# 潘德舆

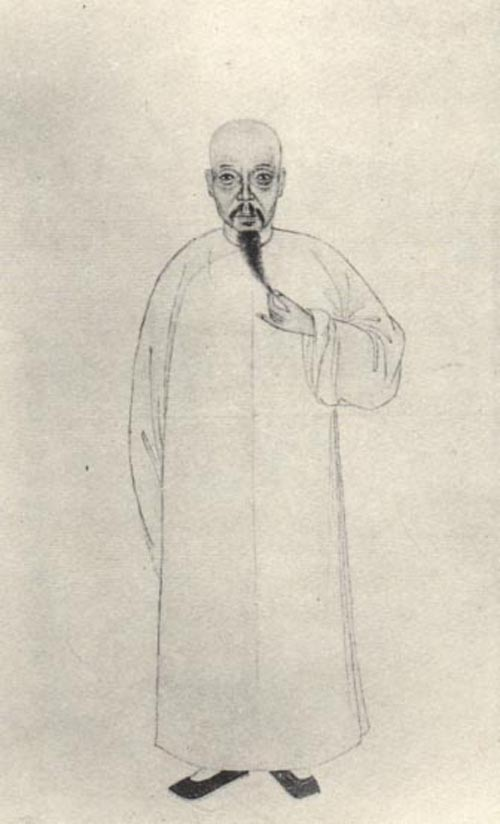
《清代學者象傳》之潘德輿

潘德輿（1785年—1839年），字彥輔，號四農，江蘇山陽縣（今江蘇省淮安市楚州區）車橋鎮人。經學大師。

## 生平
性至孝，五六岁時，母病不食，德輿亦不食。道光八年（1828年）戊子科江南鄉試第一名舉人，与郭仪霄、张际亮、张履、徐宝善、汤鹏等友善，对杜甫非常崇敬，一生研究用力甚勤。
潘德輿二十六歲時，弃科举进士之业，潛心攻讀經學，他以為“天下之大病不外一吏字，尤不外一例字，而實則不外一利字”，又說“近世于一二魁儒負劻擠大略，非雜縱橫即陷功利，未有能破例字利字之跼而成百年休養之治者”。道光十五年(1835)，任安徽知縣，未到官卒。著有《養一齋集》、《詩話》、《詩文集》有弟子鲁一同。

## 延伸阅读
[在维基数据编辑]
 《清史稿/卷486》，出自趙爾巽《清史稿》